# Trupanea extensa
Trupanea extensa är en tvåvingeart som först beskrevs av Malloch 1931.  Trupanea extensa ingår i släktet Trupanea och familjen borrflugor. Inga underarter finns listade i Catalogue of Life.